# Любка (Киев)
Любка (укр. Любка) — историческая местность и бывший хутор в Святошиском районе города Киев.

## История
В Святошинском лесу на реке Любка уже к концу VIII века были плотина и мельница, где и возник хутор. Назван по названию реки. Согласно «Сказаниям о населённых местностях Киевской губернии» Л. Похилевича, в 1860-х годах на хуторе было три хаты, где проживали 15 человек. Был колодец.
В начале XX века, согласно с «Списком населённых мест Киевской губернии» 1900 года, на хуторе Любка Белогородской волости Киевского уезда было 5 дворов и проживали 25 человек, основным занятием которых было земледелие. В 1923 году хутор был включён в состав города Киева. В 1932 году здесь проживало 56 человек. В период Великой Отечественной войны хутор был сожжён фашистами. После войны не был возобновлён.
В 1980 году на месте хутора была установлена памятный знак (гранитная стела), который согласно указу Министерства культуры и туризма Украины от 24.09.2008 № 1001/0/16-08 является Памятником истории местного значения с охранным номером 513/30 Кв. Сейчас территория бывшего хутора окружена заказником Река Любка.